# Evans Blue
Evans Blue – zespół z Toronto, Ontario (Kanada) założony w 2005 r., grający alternatywny rock.

## Historia
Evans Blue został założony na początku 2005 roku. Pięciu muzyków, wtedy w trzech innych zespołach, spotkali się dzięki tablicy z lokalnymi ogłoszeniami muzycznymi. Główny wokalista, Kevin Matisyn, zasugerował nazwę, która pochodzi od barwnika używanego w medycynie do badania objętości krwi. Wyczytał ją w jednej ze swoich książek medycznych. Wtedy to zespół przyciągnął uwagę producenta Trevora Kustiaka (Cool for August) i jego partnera Maria Dew z The Pocket Studios.
Nagrali trzy piosenki demo, zatytułowane "Black Hole", "Saturnalia" i "Starlight", wszystkie były dostępne na ich stronie w MySpace. Trevor zamieszczał tam też informacje o tym, jak zespół się rozwija.

## Członkowie

### Aktualni
- Dan Chandler – wokal (2009–do dziś)
- Parker Lauzon – gitara rytmiczna (2005–do dziś)
- Vlad Tanaskovic – gitara prowadząca (2005–do dziś)
- Joe Pitter – gitara basowa (2005–do dziś)

### Sesyjni
- Danny D – perkusja (2006)
- Mike McClure – perkusja
- Jason Pierce – perkusja
- Dusty Saxton – perkusja (2012)

### Byli członkowie
- Darryl Brown – perkusja (2005–2006)
- Kevin Matisyn – wokal (2005–2008)
- Howard Davis – perkusja (2007–2011)

## Dyskografia

### Albumy studyjne
| Rok  | Szczegóły |
| 2006 | The Melody and the Energetic Nature of Volume - Data wydania: February 21, 2006 - Wydawca: The Pocket, Hollywood - Formaty: CD, DI   |
| 2007 | The Pursuit Begins When This Portrayal of Life Ends - Data wydania: July 24, 2007 - Wydawca: The Pocket, Hollywood - Formaty: CD, DI |
| 2009 | Evans Blue - Data wydania: June 23, 2009 - Wydawca: Sounds+Sights, EMI - Formaty: CD, DI                                             |
| 2012 | Graveyard of Empires - Data wydania: April 17, 2012 - Wydawca: Sounds+Sights - Formaty: CD, DI                                       |
| 2016 | Letters from the Dead - Data wydania: April 15, 2016 - Wydawca: DMG - Formaty: CD, DI                                                |

### Single
| Rok  | Piosenka                    | Album                                               |
| 2005 | "Cold (But I'm Still Here)" | The Melody and the Energetic Nature of Volume       |
| 2006 | "Over"                      | The Melody and the Energetic Nature of Volume       |
| 2006 | "Beg"                       | The Melody and the Energetic Nature of Volume       |
| 2007 | "The Pursuit"               | The Pursuit Begins When This Portrayal of Life Ends |
| 2007 | "Shine Your Cadillac"       | The Pursuit Begins When This Portrayal of Life Ends |
| 2009 | "Sick of It"                | Evans Blue                                          |
| 2009 | "Bulletproof"               | Evans Blue                                          |
| 2010 | "Erase My Scars"            | Evans Blue                                          |
| 2011 | "Say It"                    | Evans Blue                                          |
| 2011 | "This Time It's Different"  | Graveyard of Empires                                |
| 2011 | "Halo"                      | Graveyard of Empires                                |

### DVD
- The Unplugged Melody (2007)